# Tim Young (roddare)
Tim Young, född den 9 april 1968 i Moorestown, New Jersey, är en amerikansk roddare.
Han tog OS-silver i scullerfyra i samband med de olympiska roddtävlingarna 1996 i Atlanta.